# Gran incendio de Spokane
El Gran Incendio de Spokane, conocido localmente como El Gran Incendio, fue un gran incendio que afectó al centro de Spokane, Washington (llamado "Spokane Falls" en ese momento) el 4 de agosto de 1889. Comenzó poco después de las 6:00 pm y destruyó el distrito comercial del centro de la ciudad.  Debido a problemas técnicos con una estación de bombeo, no había presión de agua en la ciudad cuando comenzó el incendio.  En un intento desesperado por apagar el fuego, los bomberos comenzaron a arrasar edificios con dinamita. Finalmente, los vientos amainaron y el fuego se extinguió por sí solo. Como resultado del incendio y sus consecuencias, prácticamente todo el centro de Spokane quedó destruido, aunque sólo murió una persona. 
La causa del incendio nunca fue determinada. Las teorías incluían un fuego para cocinar en un comedor, un rizador calentado en una lámpara de queroseno y una chispa de un tren que pasaba. 
Tres ciudades de Washington sufrieron "grandes incendios" en el verano de 1889. El Gran Incendio de Seattle destruyó todo el distrito comercial central de Seattle el 6 de junio de 1889. El Gran Incendio de Ellensburg resultó en un fracaso en el intento de la ciudad de convertirse en la capital del estado.
Otros incendios de ese verano en Estados Unidos incluyeron el incendio del Cañón de Santiago alrededor del condado de Orange, California, y el gran incendio de Bakersfield de 1889.
A pesar de esta catástrofe, Spokane siguió creciendo; El incendio preparó el escenario para un auge de la construcción. El arquitecto Chauncey B. Seaton vino a Spokane para trabajar en proyectos de reconstrucción después del incendio. Diseñó el Review Building.  La ciudad fue sede de la Exposición Industrial del Noroeste en 1890. El edificio principal fue diseñado por Richard H. Martin, Jr. 
Después del Gran Incendio de 1889 y la reconstrucción del centro de la ciudad, la ciudad fue reincorporada bajo el nombre actual de "Spokane" en 1891. Apenas tres años después del incendio, en 1892, el Great Northern Railway de James J. Hill había llegado al municipio recién creado de Hillyard (anexado por Spokane en 1924), el sitio elegido para los patios ferroviarios de Hill. 